# Ocnerostoma
Ocnerostoma é um gênero de mariposa pertencente à família Acrolepiidae.